# 鉄道抵当法
鉄道抵当法（てつどうていとうほう、明治38年3月13日法律第53号）は、鉄道会社が所有する鉄道施設等に抵当権を設定する際の手続等に関する法律である。
鉄道施設個々にではなく、施設をある程度まとめた鉄道財団を設定し、これを抵当権の目的とすることができるのが特徴である。所管省庁は国土交通省。
この法律の対象者は株式会社である鉄道事業者となっている。それ以外の鉄道事業者（公営など）の鉄道の抵当については別途定めることとしている（第26条）が、現在これを定めた法律等は制定されていない。

## 法律の構成
- 第1章 総則（第1条 - 第26条の2）
- 第2章 登録（第27条 - 第39条）
- 第3章 強制競売及強制管理（第40条 - 第91条）
- 第4章 罰則（第92条）
- 附則